# Otar Dadunashvili
Otar Dadunashvili (21 de março de 1928 — 28 de agosto de 1992) foi um ciclista soviético. Competiu com a equipe soviética nos Jogos Olímpicos de Helsinque 1952, na prova de velocidade.